# Ґюдон
Ґюдон, Гюдон (яп. 牛丼) — популярна страва японської кухні, що складається з рису, вареної яловичини та цибулі з негострим, солодким соусом. Соус робиться на основі соєвого соусу та міріну. Страва часто подається з маринованим імбирем та супом з місо, іноді додається сире яйце.
Назва страви складається з двох частин: ґю (яп. 牛), що означає корова(яп. 牛肉 [ґюніку] означає яловичина), та дон (яп. 丼) від домбурі — чаша з рисом.
Ґюдон можна скуштувати в багатьох японських ресторанах, деякі ресторани «швидкої їжі» спеціалізуються виключно на його приготуванні. Однією з найбільших мереж «швидкої їжі», де пропонують ґюдон, є мережа «К. К. Йошінойя» (Yoshinoya, яп. 株式会社吉野家). Ґюдон входить до меню багатьох ресторанів у Китаї, зокрема в місті Гуанчжоу. Найбільша мережа в Китаї, яка спеціалізується на цій страві — «Kung Fu».